# Gesa Bräutigam
Gesa Bräutigam (* 7. Juli 1965 in Hannover) ist eine deutsche Diplomatin. Sie war von 2023 bis 2025 mit der Amtsbezeichnung Botschafterin für das Thema feministische Außenpolitik zuständig sowie Beauftragte für Menschenrechte und globale Gesundheit im Auswärtigen Amt. Von 2019 bis 2023 war sie Ständige Vertreterin Deutschlands bei der OSZE.

## Leben
Gesa Bräutigam studierte nach dem Abitur von 1985 bis 1993 Geschichte und Anglistik an der Eberhard Karls Universität Tübingen.
Bevor sie in den Auswärtigen Dienst eintrat, war sie von 1993 bis 1994 Mitarbeiterin des Goethe-Instituts in Helsinki und von 1994 bis 1995 Mitarbeiterin der Vertretung der EU-Kommission in Bonn.
Gesa Bräutigam ist verheiratet und hat zwei Kinder.

## Laufbahn
Von 1995 bis 1997 absolvierte Bräutigam den Vorbereitungsdienst für den höheren Auswärtigen Dienst. Danach arbeitete sie zunächst im Referat für Europäische Sicherheits- und Verteidigungspolitik im Auswärtigen Amt in Bonn und wechselte 1999 an die Botschaft Warschau (Polen). 2002 wurde sie zurück in Auswärtige Amt versetzt, nun in Berlin, und war bis 2005 im Parlaments- und Kabinettsreferat. 2005 folgte der Wechsel zur Ständigen Vertretung bei der NATO in Brüssel. Von 2007 bis 2011 war sie im Ministerbüro des Auswärtigem Amtes tätig, war dann von 2011 bis 2014 an der Botschaft Washington (USA) und wurde 2014 erneut nach Berlin versetzt, wo sie Leiterin der EU-Koordinierungsgruppe und Europabeauftragte im Auswärtiges Amt wurde.
Im August 2019 wurde sie als Nachfolgerin von Eberhard Pohl zur Leiterin der Ständigen Vertretung bei der OSZE in Wien ernannt. 2023 wurde sie in diesem Amt von Susanne Schütz abgelöst.
Seit 2023 war sie im Auswärtigen Amt für das Thema feministische Außenpolitik zuständig und Beauftragte für Menschenrechte und globale Gesundheit. Dieses Amt wurde vom Kabinett Merz Anfang Mai 2025 abgeschafft.